# Resolutie 75 Veiligheidsraad Verenigde Naties
Resolutie 75 van de Veiligheidsraad van de Verenigde Naties werd op de 448ste bijeenkomst van de Veiligheidsraad op 27 september 1949 aangenomen. Zeven leden stemden voor, één, Oekraïne, stemde tegen en drie, Cuba, Egypte en de Sovjet-Unie, onthielden zich.

## Inhoud
De Veiligheidsraad mocht volgens resolutie 231 van de Algemene Vergadering zelf beslissen of, in geval van een door de Raad opgerichte onderzoekscommissie, de vertegenwoordiger van een lidstaat in een dergelijke commissie met een vervanger afgewisseld moest worden. De secretaris-generaal mocht in dat geval de reis- en onderhoudskosten van die vervangers met terugwerkende kracht terugbetalen. Dit was het geval in de Commissie van / voor Goede Diensten, nu de VN-Commissie voor Indonesië en in de VN-Commissie voor India en Pakistan.
Lijst ·  67 ·  68 ·  69 ·  70 ·  71 ·  72 ·  73 ·  74 ·  75 ·  76 ·  77 ·  78